# Вільям Геддок
Вільям Фредерік Геддок (англ. William F. Haddock; нар. 27 листопада 1877, Портсмут, США — пом. 30 червня 1969, Нью-Йорк, США) — американський режисер часу німого кіно.

## Життєпис
Геддок народився Портсмуті, Нью-Гемпшир, 27 листопада 1877 року.
Перший свій фільм зняв в 1909 році. Він називався «Черевики, які він не міг втратити» (англ. «The Boots He Could not Lose»). Серед його подальших робіт виділяється фільм 1911 року — «Безсмертний Аламо» (англ. «The Immortal Alamo»), найраніша кінопостановка описує драматичні події 1836 року, під час битви за Аламо. На сьогоднішній день не збереглося жодної копії цієї кінокартини, і вона вважається втраченою, як і багато інших фільмів Геддока. Більшість його стрічок раннього періоду є короткометражки з невідомими акторами і актрисами. Також він часто об'єднувався для спільної роботи з актором Ламаром Джонстоуном. Перший фільм даного тандему вийшов в 1913 році і називався «Чирва і Хрести» (англ. «Hearts and Crosses»), з Люсіль Янг в одній з ролей.
З 1909 по 1919 роки Геддок зняв двадцять чотири фільми.

### Особисте життя
У 1913 році Вільям Геддок одружився з Розою Кох.

### Останні роки життя
Останньою його роботою став серіал 1919 року «Справа Картера» (англ. «The Carter Case»), з Гербертом Роулінсоном, Маргаритою Марш і Етель Грей Террі. З виходом цієї роботи Геддок залишив кіноіндустрію.
Вільям Геддок помер 30 червня 1969 року в Нью-Йорку.